# Молот ведьм (фильм, 1970)
«Молот ведьм» (чеш. Kladivo na čarodějnice) — чехословацкий фильм 1970 года о инквизиционных процессах XVII века.

## Сюжет
Фильм представляет собой экранизацию одноимённого романа Вацлава Каплицкого. Старая нищенка после причастия забирает гостию, чтобы дать её корове для того, чтобы она лучше доилась. Это навлекает на неё подозрения в колдовстве. Для расследования дела был приглашен инквизитор. В ходе процесса круг обвиняемых множится и в их число попадают многие состоятельные люди. Под пытками они оговаривают себя и своих друзей.